# 슈테판-볼츠만 법칙
슈테판-볼츠만 법칙은 흑체의 단위 면적당 복사 에너지가 절대 온도의 4제곱에 비례한다는 법칙이다. 정확한 식은 다음과 같으며, 식에서 j*는 흑체 표면의 단위 면적당 복사하는 에너지, T는 온도를 나타낸다.
{\displaystyle j^{\star }=\sigma T^{4}}
식의 비례상수 σ는 슈테판-볼츠만 상수라고 부르며 값은 다음과 같다.
{\displaystyle \sigma ={\frac {2\pi ^{5}k^{4}}{15c^{2}h^{3}}}=5.670400(40)\times 10^{-8}\,\mathrm {W\,m^{-2}K^{-4}} }
이 법칙은 1879년 요제프 슈테판에 의해 실험적으로 발견되었으며, 1884년 루트비히 볼츠만이 이에 대한 이론적인 틀을 제공했다. 볼츠만은 당시 가스가 아닌 빛을 사용하는 가상적인 열기관을 가정하여 설명하려 했다. 양자역학의 개념이 만들어진 이후의 현대 물리학에서 슈테판-볼츠만 법칙은 플랑크의 흑체복사 법칙에서 유도할 수 있다.
{\displaystyle j^{\star }=\int _{0}^{\infty }\!d\nu \int _{\Omega _{0}}d\Omega ~I_{\nu }\cos(\theta )}
위 식은 이상적인 흑체에 대해서만 유효하다. 슈테판은 이 법칙을 3월 20일 열 복사와 온도의 관계(Über die Beziehung zwischen der Wärmestrahlung und der Temperatur)란 제목으로 빈 과학 아카데미(the Vienna Academy of Sciences)의 Bulletins from the sessions에 실었다.